# Вахидов, Жахонгир Тахирович
Жахонгир Тахирович Вахидов (род. 27 апреля 1995, Самарканд) — узбекистанский шахматист и шахматный тренер, гроссмейстер (2014). Сын гроссмейстера Таира Вахидова. Чемпион Узбекистана по быстрым шахматам (2015), победитель 45-й шахматной олимпиады (2022) в составе сборной Узбекистана.
Международным мастером стал в 16 лет, гроссмейстером в 19. В 2013 году, в 18 лет, выиграл Кубок Центральной Азии по шахматам, в 2017 году выиграл зональный чемпионат стран Центральной Азии, служивший отборочным турниром Кубка мира. В составе сборной Узбекистана участник 41-й Олимпиады (2014) в Тромсё. На шахматной олимпиаде 2022 года в Ченнаи завоевал со сборной Узбекистана командное золото, а также показал лучший результат среди всех участников на 4-й доске (+5-0=3).
Как тренер работает с Нодирбеком Абдусатторовым, ставшим чемпионом мира по быстрым шахматам.

## Таблица результатов
| Год  | Город               | Турнир                                                     | + | − | = | Результат | Место  |
| ---- | ------------------- | ---------------------------------------------------------- | - | - | - | --------- | ------ |
|      |                     |                                                            |   |   |   | из        |        |
| 2010 | Куала-Лумпур        | «3rd KL Open Chess Championship»                           | 5 | 3 | 1 | 5½ из 9   | [ 8 ]  |
| 2011 | Бандар-Сери-Бегаван | «Brunei 2011 IM Tournament 1»                              | 3 | 0 | 6 | 6 из 9    | [ 9 ]  |
|      | Бандар-Сери-Бегаван | «Brunei 2011 IM Tournament 2»                              | 4 | 0 | 5 | 6½ из 9   | [ 10 ] |
|      | Куала-Лумпур        | «Raja Nazrin Shah Invitational Masters Chess Championship» | 5 | 1 | 3 | 6½ из 9   | [ 11 ] |
| 2012 | Бандар-Сери-Бегаван | «Brunei Invitational Grand Master Tournament 2012»         | 5 | 0 | 4 | 7 из 9    | [ 12 ] |
| 2013 | Душанбе             | «3rd Central Asia Cup»                                     | 5 | 0 | 4 | 7 из 9    | [ 13 ] |
| 2014 | Тромсё              | 41-я олимпиада                                             | 5 | 3 | 1 | 5½ из 9   |        |

## Изменения рейтинга
| Графики недоступны из-за технических проблем. См. информацию на Фабрикаторе и на mediawiki.org. |